# Cambyretá
Cambyretá è un centro abitato del Paraguay, nel dipartimento di Itapúa. La località forma uno dei 30 distretti in cui è suddiviso il dipartimento.

## Popolazione
Al censimento del 2002 Cambyretá contava una popolazione urbana di 526 abitanti (27.808  nel distretto), secondo i dati della Dirección General de Estadística, Encuestas y Censos.

## Storia
A partire dall'arrivo nel 1911 del primo colono, il tedesco Andreas Gassner, Il territorio cominciò ad attrarre altri coloni di origine straniera. Dal 1942, in seguito ad un periodo di siccità, anche i paraguaiani cominciarono a stabilirsi nel posto.